# Islas Británicas
El archipiélago británico es el archipiélago situado al noroeste de la costa europea compuesto por dos islas mayores, Gran Bretaña e Irlanda, y otras muchas islas menores e islotes próximos. Está separado de la Europa continental por el mar del Norte al este y por el canal de la Mancha al sur, mientras que al oeste y al norte limitan con el océano Atlántico. 
La división política del archipiélago británico es: 
- El Reino Unido, una monarquía parlamentaria formada por cuatro naciones constituyentes: Escocia, Inglaterra, Irlanda del Norte y Gales.
- Irlanda, una república parlamentaria que ocupa aproximadamente cinco sextas partes de la isla de Irlanda.
- La Isla de Man, una de las dependencias de la Corona británica, autónomas del Reino Unido.

## Geología y clima

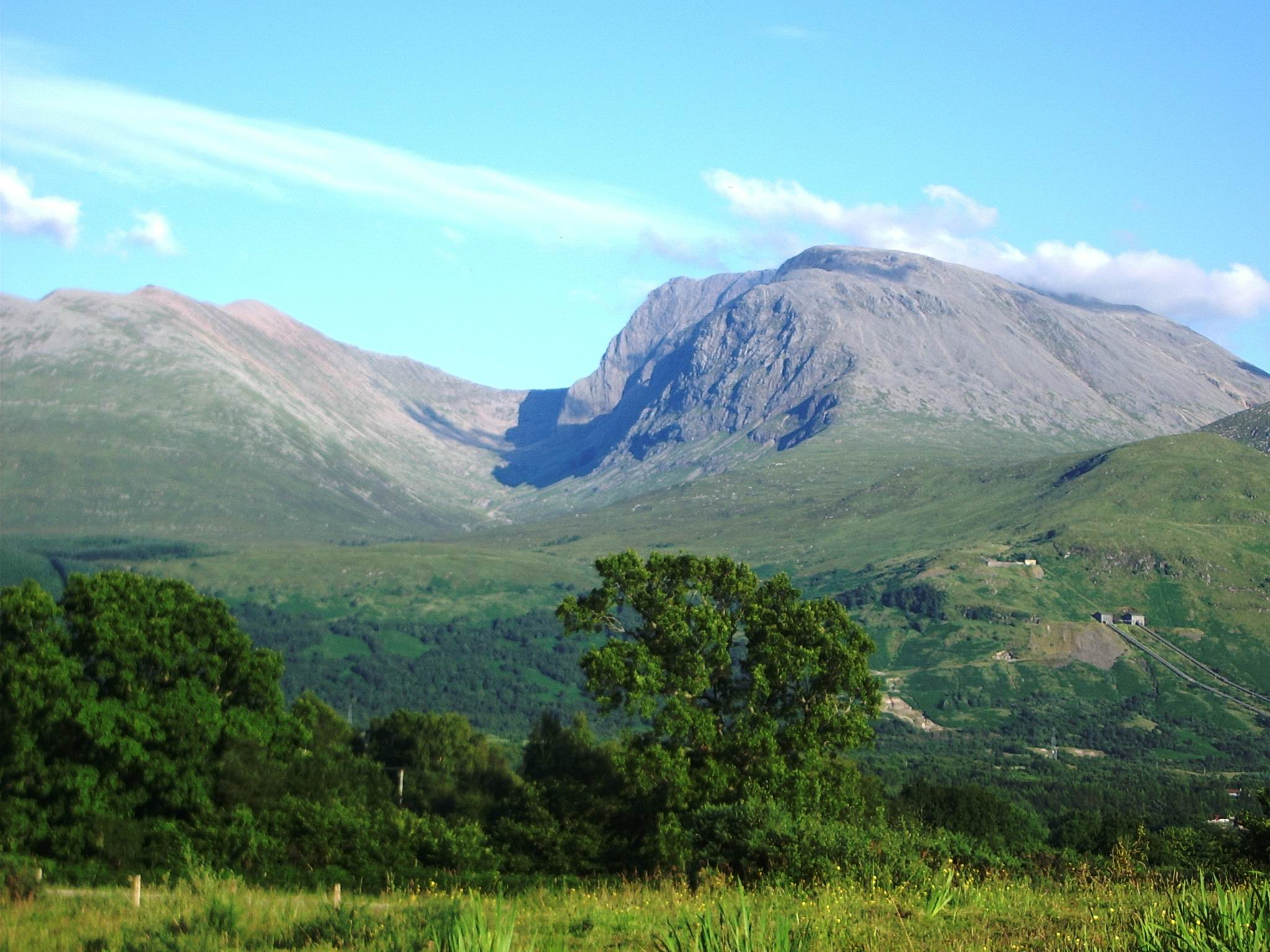
Ben Nevis.

Las rocas más antiguas del grupo se encuentran en el noroeste de Escocia, Irlanda y norte de Gales con 2700 millones de años. Durante el Silúrico las regiones del noroeste chocaron con las del sureste, que había sido parte de una península continental separada. La topografía de las islas es de tamaño reducido respecto a las magnitudes mundiales. Su máxima altitud, Ben Nevis, se eleva a una altitud de solo 1344 metros. Su mayor lago, el Neagh, cubre 381 kilómetros cuadrados.
El clima del archipiélago es templado oceánico, con inviernos suaves y veranos cálidos. La corriente del Atlántico Norte trae mucha humedad y eleva la temperatura 11 °C por encima del promedio mundial de su latitud. Esto dio lugar a un paisaje que fue dominado durante mucho tiempo por los bosques templados, aunque la actividad humana ha despejado la mayor parte de la cubierta forestal.

## Historia
La región fue habitada de nuevo después del último período glacial hacia 12 000 a. C. en Gran Bretaña y 8000 a. C. en Irlanda. En ese momento, Gran Bretaña era una península del continente europeo de la que Irlanda se había separado para formar una isla. Desde el primer milenio a. C. las tribus de los escotos (Irlanda), pictos (Escocia) y britanos (Inglaterra) habitaron las islas. Gran parte del sur de Gran Bretaña fue conquistada por el Imperio romano desde el año 43. 
Los primeros anglosajones llegaron cuando el poder romano se desvaneció en el siglo V y finalmente dominaron la mayor parte de lo que hoy es Inglaterra. Las invasiones vikingas comenzaron en el siglo IX, seguidas de más asentamientos permanentes y el cambio político, particularmente en Inglaterra. La posterior conquista normanda de Inglaterra en 1066 y la posterior conquista angevina parcial de Irlanda desde 1169 llevaron a la imposición de una nueva élite gobernante normanda en gran parte de Gran Bretaña y parte de Irlanda.
En la Baja Edad Media, Gran Bretaña se separó en los reinos de Inglaterra y Escocia, mientras que el control de Irlanda fluctuó entre los reinos gaélicos, los lores hiberno-normandos e Inglaterra, representado por el Señorío de Irlanda, pronto restringido solo a la Empalizada. La Unión de las Coronas de 1603, el Acta de Unión de 1707 y el Acta de Unión de 1800 intentaron consolidar Gran Bretaña e Irlanda en una sola unidad política, el Reino Unido, con la isla de Man y las islas del Canal como dependencias de la Corona.
La expansión del Imperio británico y las migraciones a raíz de la hambruna irlandesa y las Highland Clearances dieron lugar a la distribución de la población de las islas y su cultura en todo el mundo y una rápida despoblación de Irlanda en la segunda mitad del siglo XIX. La mayor parte de Irlanda se separó del Reino Unido después de la guerra de Independencia irlandesa y el posterior Tratado anglo-irlandés (1919-1922), en la que seis condados del norte de Irlanda permanecieron en el Reino Unido como Irlanda del Norte.

## Islas y archipiélagos
- Gran Bretaña
- Isla de Irlanda
- Isla de Man
- Isla de Wight
- Anglesey
- Islas Sorlingas
- Islas Orcadas
- Islas Shetland
- Islas Hébridas
- Islas Farne
- Isla de Pórtland
- Isla de Rathlin
- Isla Tory
- Islas Aran
- Arranmore
- Lundy

y otras muchas islas menores e islotes que rodean Gran Bretaña e Irlanda.

## Islas del Canal
Las islas del Canal o (islas Anglonormandas) no forman parte de este macroarchipiélago. A pesar de que a veces también se las incluya, las razones para hacerlo son más bien políticas que estrictamente geográficas, por cuanto estas islas se encuentran enclavadas en la costa francesa del canal de la Mancha (al norte del golfo de Saint-Malo, frente a la costa occidental de la península de Cotentin).

## Islas por superficie y población
La siguiente es una lista de las islas que conforman el archipiélago británico. 
| Isla              | Superficie(km²) | Población | Entidad nacional/subarchipiélago         |
| ----------------- | --------------- | --------- | ---------------------------------------- |
| Gran Bretaña      | 216 777         | 65 000    | Inglaterra, Escocia y Gales              |
| Irlanda           | 84 406          | 6 700 000 | República de Irlanda e Irlanda del Norte |
| Lewis y Harris    | 2179            | 19 918    | Hébridas Exteriores                      |
| Skye              | 1656            | 9232      | Hébridas Interiores                      |
| Shetland Mainland | 969             | 17 550    | Islas Shetland                           |
| Mull              | 875             | 2667      | Hébridas Interiores                      |
| Anglesey          | 714             | 69 000    | Gales                                    |
| Islay             | 620             | 3457      | Hébridas Interiores                      |
| Isla de Man       | 572             | 80 056    | Mar de Irlanda                           |
| Orkney Mainland   | 523             | 15 315    | Islas Orcadas                            |
| Arran             | 432             | 5045      | Firth of Clyde                           |
| Isla de Wight     | 381             | 132 731   | Canal de la Mancha                       |
| Jura              | 367             | 188       | Hébridas Interiores                      |
| South Uist        | 320             | 1818      | Hébridas Exteriores                      |
| North Uist        | 303             | 1271      | Hébridas Exteriores                      |
| Yell              | 212             | 957       | Islas Shetland                           |
| Achill            | 147             | 2620      | Condado de Mayo                          |
| Hoy               | 143             | 272       | Islas Orcadas                            |
| Bute              | 122             | 7228      | Firth of Clyde                           |
| Unst              | 121             | 720       | Islas Shetland                           |
| Jersey            | 116             | 89 300    | Islas del Canal                          |
| Rùm               | 105             | 22        | Islas Small                              |
| Sheppey           | 94              | 37 852    | Kent                                     |
| Benbecula         | 82              | 1219      | Hébridas Exteriores                      |
| Tiree             | 78              | 770       | Hébridas Interiores                      |
| Coll              | 77              | 164       | Hébridas Interiores                      |
| Guernsey          | 65              | 59 710    | Islas del Canal                          |
| Raasay            | 64              | 192       | Hébridas Interiores                      |
| Barra             | 59              | 1078      | Hébridas Exteriores                      |
| Sanday            | 50              | 478       | Islas Orcadas                            |
| South Ronaldsay   | 50              | 458       | Islas Orcadas                            |
| Rousay            | 49              | 212       | Islas Orcadas                            |
| Westray           | 47              | 563       | Islas Orcadas                            |
| Fetlar            | 41              | 86        | Islas Shetland                           |
| Colonsay          | 41              | 108       | Hébridas Exteriores                      |
| Holy              | 39              | 13 579    | Anglesey                                 |
| Stronsay          | 33              | 343       | Islas Orcadas                            |
| Inis Mór          | 31              | 824       | Islas Aran                               |
| Eigg              | 30              | 67        | Islas Small                              |
| Shapinsay         | 30              | 300       | Islas Orcadas                            |
| Bressay           | 28              | 384       | Islas Shetland                           |
| Eday              | 27              | 121       | Islas Orcadas                            |
| Hayling           | 27              | 16 887    | Hampshire                                |
| Foulness          | 26              | 212       | Essex                                    |
| Scalpay           | 25              | 10        | Hébridas Interiores                      |
| Gorumna           | 24              | 1010      | Galway, Connemara                        |
| Portsea           | 24              | 147 088   | Hampshire                                |
| Lismore           | 24              | 146       | Hébridas Interiores                      |
| Gran Bernera      | 21              | 233       | Hébridas Exteriores                      |
| Ulva              | 20              | 16        | Hébridas Interiores                      |
| Whalsay           | 20              | 1034      | Islas Shetland                           |
| Canvey            | 19              | 37 479    | Essex                                    |
| Mersea            | 18              | 7182      | Essex                                    |
| Muckle Roe        | 18              | 104       | Islas Shetland                           |
| Isla Walney       | 13              | 11 388    | Islas Furness                            |
| Great Cumbrae     | 12              | 1434      | Firth of Clyde                           |
| Alderney          | 8               | 2294      | Islas del Canal                          |
| St. Mary's        | 6               | 1666      | Islas Sorlingas                          |
| Thorney           | —               | 1079      | Canal de la Mancha                       |
| Bardsey           | 2               | 4         | Gwynedd                                  |